# هلیودوروس اسکندریه
هلیودوروس اسکندریه (به یونانی: Ἡλιόδωρος؛ به انگلیسی: Heliodorus of Alexandria) فیلسوف نوافلاطونی بود که در قرن پنجم میلادی می‌زیست. او پسر هرمیاس و آدزیا و برادر کوچکتر آمونیوس بود. پدرش هرمیاس در جوانی درگذشت و مادرش او و برادرش را در شهر زادگاه‌شان اسکندریه بزرگ کرد، تا بزرگ شدند و به مدرسه فلسفه رفتند. آدزیا آن‌ها را به آتن برد و در آن‌جا زیر نظر پروکلس لیکایوس تحصیل کردند. سرانجام به اسکندریه بازگشتند و به تدریس فلسفه پرداختند. دماشیوس که توسط هلیودوروس تعلیم دیده بود، او را نسبت به برادر بزرگترش کم‌استعدادتر و در شخصیت و مطالعاتش سطحی‌تر توصیف می‌کند.
او نویسنده تفسیری بر طالع‌بینی پائولوس الکساندرینوس که پس از سال ۵۶۴ نوشته شده است، نیست و این اثر به هلیودوروس دیگری نسبت داده شده است.